# Robert Grumbach
Robert Grumbach (* 3. November 1875 in Freiburg im Breisgau; † 14. Dezember 1960 ebenda) war ein jüdischer Rechtsanwalt und Politiker in Freiburg.

## Leben

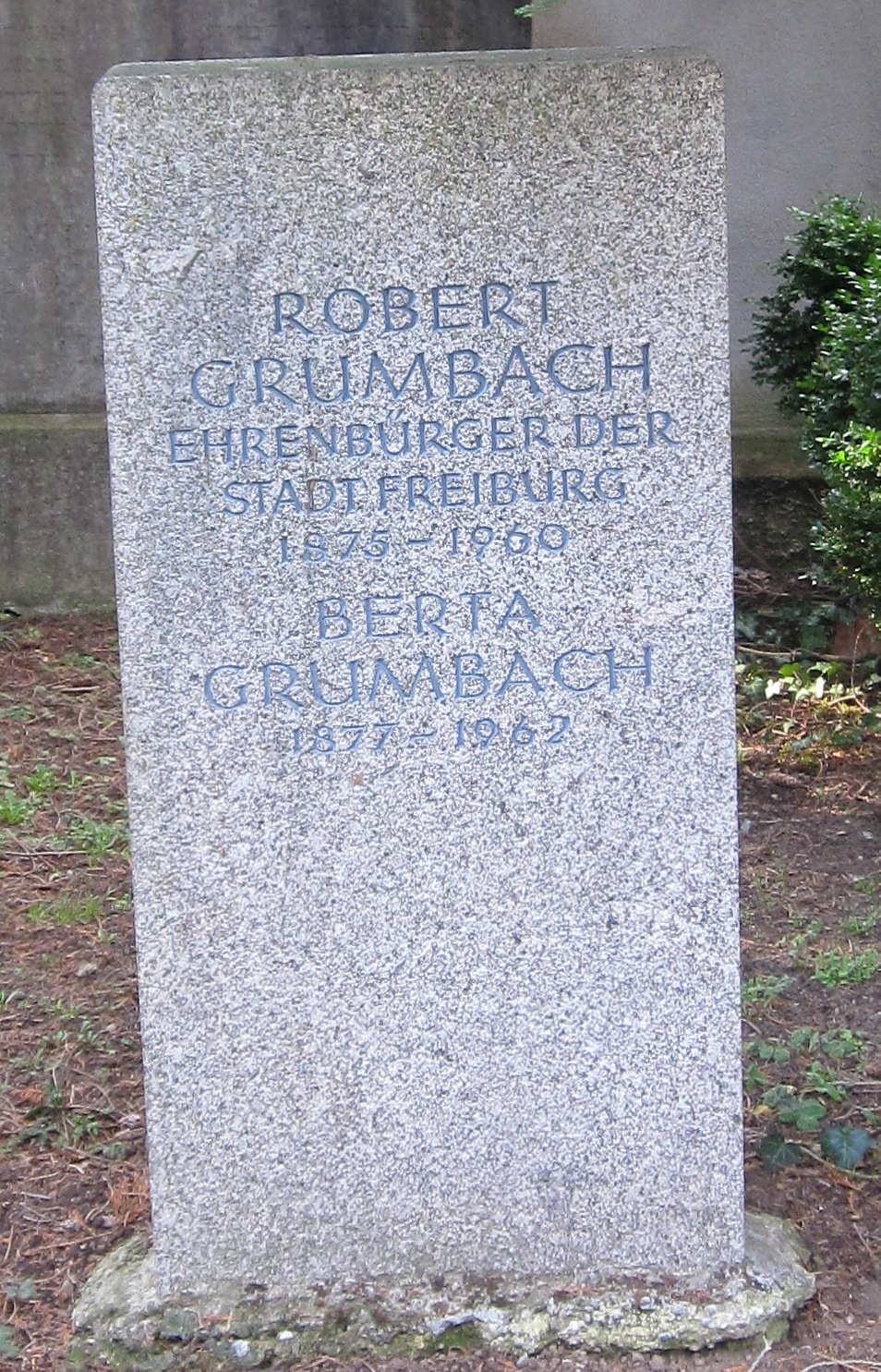
Grab Grumbachs auf dem Jüdischen Friedhof in Freiburg

Grumbach, Sohn eines Holzhändlers, setzte sich schon als Gymnasiast mit den sozialen Problemen der Arbeiterschaft auseinander. Nach dem Studium der Rechts- und Staatswissenschaften in Freiburg und Berlin ließ er sich 1902 als Rechtsanwalt in Freiburg nieder und war für die SPD von 1911 bis 1933 im Stadtrat tätig.
Nach der Machtergreifung durch die Nationalsozialisten kam er dem Ausschluss aus dem Gemeinderat durch Niederlegung des Amtes zuvor. 1933 war er kurze Zeit in Schutzhaft. Wie viele jüdische Mitbürger wurde auch er nach der Reichspogromnacht am 9. November 1938 in ein Konzentrationslager, das KZ Dachau bei München, eingeliefert und verlor am 30. November 1938 aufgrund § 1 der 5. Verordnung zum Reichsbürgergesetz die Zulassung als Anwalt.
Grumbach entschloss sich daraufhin, nach Palästina auszuwandern und bereitete alles vor, zahlte auch die vom Regime geforderten hohen Abgaben. Die Emigration scheiterte schließlich daran, dass die britische Regierung die Einwanderungsquote drastisch abgesenkt hatte. Am 22. Oktober 1940 wurde er in der von Reichsstatthalter Robert Wagner betriebenen Deportation aller badischen Juden zusammen mit 360 weiteren Freiburger Juden in das südfranzösische Internierungslager Camp de Gurs verbracht. Trotz seines hohen Alters überlebte er die grausamen Lebensbedingungen, denen auch in Gurs viele Insassen erlagen. Weil er mehrfach wegen schwerer Erkrankungen als transportunfähig eingestuft worden war, entkam er dem Tod durch Verschickung in die Vernichtungslager des Ostens und kehrte nach Freiburg zurück. Dort wurde er nicht mehr politisch aktiv.
Er wurde vielfach geehrt, unter anderem durch die Verleihung der Ehrenbürgerwürde der Stadt Freiburg am 11. November 1947, die ihm stellvertretend für alle Juden verliehen wurde, sowie des Verdienstkreuzes am Bande der Bundesrepublik Deutschland (1952).